# Organización de los Judíos en Bulgaria
La Organización de judíos en Bulgaria (OJB) coordina los diferentes municipios judíos, los que contienen alrededor de 8000 judíos, en Bulgaria. El trabajo de esta organización consiste en crear una gran variedad de programas y proyectos en el ámbito de la forma de vida judía. Shalom- OJB contiene las siguientes actividades:
- conservar y fomentar los valores y las tradiciones judías de manera étnica, lingüística y cultural
- defender los derechos constitucionales de los miembros de la organización, así como la de todos los judíos en Bulgaria frente al estado, sus órganos y otras instituciones públicas y políticas en el país
- actividades contra el racismo, totalitarismo, tendencias antidemocráticas, fascismo, antisemitismo y chauvinismo nacional
- el trabajo en conjunto con organizaciones dentro y fuera del país que corresponden a los principios de la democracia y de los derechos humanos
- organización de seminarios, instalaciones educativas y otros sitios formación
- relaciones públicas y la popularización de valores judíos
- fomento de la educación familiar y la cultura
- organización de conciertos, teatro y presentaciones de libros
- creación de archivos
- conservar los lugares históricos (sinagoga, fosas, monumentos etc.)

Desde el año 2005 un joven austriaco apoya este trabajo a través del Servicio Austriaco en el Extranjero y del Servicio Austriaco de la Memoria.